# Оренбурзький державний університет
Оренбурзький державний університет (рос. Оренбургский государственный университет) — класичний заклад вищої освіти в російському Оренбурзі, заснований у 1955 році.
Член Асоціації класичних університетів Росії.

## Історія
14 вересня 1955 року у Чкаловому відкрито вечірнє відділення Куйбишевського індустріального інституту ім. В. В. Куйбишева.
У листопаді 1961 року наказом Міністерства вищої і середньої спеціальної освіти РРФСР вечірнє відділення було реорганізовано в Оренбурзьку філію Куйбишевського індустріального інституту з двома факультетами — механічним і електротехнічним з вечірньою та заочною формами навчання.
1 січня 1971 року Оренбурзька філія Куйбишевського політехнічного інституту реорганізована в Оренбурзький політехнічний інститут.
25 січня 1996 року Оренбурзький державний технічний університет був перейменований в Оренбурзький державний університет.
Нині університет є найбільшим навчальним закладом Оренбурзької області. До його складу входить 18 факультетів та інститутів, на яких навчається понад 20 тисяч студентів, яких навчають близько 1 000 професорів і викладачів. В університеті ведеться підготовка за програмами бакалаврату, магістратури, спеціаліста і аспірантури.

## Структура
У складі університету 20 факультетів, що включають в себе 77 кафедр.